# Nỏ

Mẫu nỏ của Leonardo da Vinci

Nỏ là một loại vũ khí cổ dùng để bắn tên. Loại đơn giản là một cánh cung nằm ngang trên một cái báng có rãnh. Cái báng có thể làm bằng gỗ hay kim loại. Có một cơ chế máy móc đơn giản để khi nạp mũi nỏ (bolt) vào thì nó sẽ đứng yên tại vị trí ấy mà không cần giữ tay. Nỏ sẽ chỉ được bắn ra chừng nào bóp cò; cò thường ở gần tay cầm, dưới báng. Cơ cấu cò nỏ chính là tiền thân của cò súng sau này.
Nỏ phát triển nhất vào thời Trung Cổ. Cùng với cung, nỏ được sử dụng rộng rãi trong săn bắn và cả chiến trận. Trong cuộc chiến tranh 100 năm giữa Anh và Pháp, những trận đánh nổi tiếng như Crécy, Poitiers, Agincourt đều được quyết định bởi các xạ thủ. Nỏ có sức đâm xuyên lớn và chính xác nhưng lắp tên chậm, khó bảo quản và chế tạo cũng tốn kém hơn. Một số loại nỏ cầm tay thời Phục Hưng có tầm bắn xa đến 200 m (tầm bắn tối đa của cung chỉ là 90 m với cách bắn thẳng). Trong khi cung thường bắn cầu vồng thì nỏ lại hay được bắn thẳng. Mũi tên của nỏ thường bịt sắt và không có ngạnh.

## Phân loại nỏ
Nỏ có hai loại chính là nỏ cơ giới (nỏ máy) và nỏ cá nhân (nỏ cầm tay). Hai loại này khác nhau rất rõ về công dụng cũng như tầm bắn. Trong khi nỏ cơ giới bắn rất xa và dùng để công thành là chủ yếu thì tầm bắn của nỏ cầm tay khiêm tốn hơn và thường để bắn dã chiến.

## Nỏ cầm tay
Nỏ cầm tay xuất hiện sớm nhất ở Trung Quốc vào thời Chiến Quốc (hay thậm chí là sớm hơn). Nó là vũ khí chiến đấu chủ yếu của bộ binh Trung Quốc từ tận thời Chiến Quốc đến tận khi người châu Âu bắt đầu xâm lược Trung Quốc với tầm bắn được cải tiến liên tục. Nhiều học giả Trung Quốc như Mặc Địch,Đỗ Hựu đã ghi chép về nó.
Những chiếc nỏ đầu tiên được mô tả bởi Mặc Địch còn khá yếu:
二步一木弩，必射五十步以上
Nhị bộ nhất mộc nỗ, tất xạ ngũ thập bộ dĩ thượng. Dịch nghĩa là: Cứ 2 bộ bố trí 1 nỏ gỗ,khi địch đến khoảng trên 50 bước(66 m) thì phải bắn.
Tuy nhiên đến thời Đường những cây nỏ đã có tầm bắn tương đối xa như trong Thông điển ghi lại:
其弩手去賊一百五十步即發箭，弓手去賊六十步即發箭
Kì nỗ thủ khu tặc nhất bách ngũ thập bộ tức phát tiễn,cung thủ khu tặc lục thập bộ phát tiễn. Dịch nghĩa là: Lính bắn nỏ cách địch 150 bước (225 m) thì bắn nỏ,cung thủ cách địch 60 bước (90m) bước thì bắn cung.
Về cơ bản, Đường nỏ là loại nỏ được người Trung Quốc sử dụng trong suốt hơn 1200 năm tiếp đó từ thời Đường đến cuối thế kỉ 19. Ngoài Trung Quốc thì các nước phong kiến Nho học như Việt Nam và Cao Ly cũng dần dần tiếp thu kĩ thuật chế tạo và sử dụng nỏ trong chiến tranh, riêng ở Nhật Bản nỏ cầm tay không được sử dụng vì từ thế kỉ 15 trở đi, Nhật là một trong những nước sớm nhất cải cách quân đội sử dụng đa số các xạ thủ bộ binh là lính bắn súng trong khi các nước trong khu vực tiếp tục sử dụng cung nỏ.

## Nỏ máy
Đây là nỏ cỡ lớn, thường để công thành. Nó thường có giá đỡ và bắn theo kiểu cầu vồng. Người La Mã và người Trung Quốc cổ (thời Đường-Tống) là những dân tộc chế tạo rất thành công thứ nỏ này. Ở La Mã, nó được biết với tên là ballista, trong đó có ballista thường, carroballista (nỏ ngựa). Đặc biệt, thời Trajan người ta chế ra 1 cây nỏ rất mạnh có thể bắn sát thương tới hơn 750 m.

## Bắn nỏ
1. Đặt nỏ vào vị trí kéo căng bằng cách móc dây tời vào dây nỏ rồi quay tời cho đến vị trí hãm và nhả dây tời ra.
2. Đặt mũi tên vào rãnh dọc trên thân nỏ rồi ngắm bắn bằng cách áp má vào đuôi của thân nỏ.
3. Ấn vào đuôi của lẫy nỏ để phóng tên đi.

Vai trò của cung và nỏ chỉ thực sự chấm dứt khi cơ cấu điểm hoả của súng kíp được phát minh năm 1620 ở Pháp. Tuy vậy ở châu Á nó vẫn được sử dụng cho đến tận thế kỷ 19. Trong cuộc Chiến tranh Đông Dương, nhiều lính Pháp đã bị hạ từ những chiếc nỏ của những người dân tộc thiểu số ở Tây Nguyên. Trong chiến tranh Việt Nam, do thiếu súng đạn, lực lượng du kích (do Quân đội Nhân dân Việt Nam chỉ đạo) còn sử dụng nỏ để bắn trực thăng, tài liệu Hoa Kỳ đã ghi nhận những trường hợp trực thăng của họ bị bắn hư hỏng từ cung nỏ của quân du kích Việt Nam
Không phải tất cả các loại nỏ đều bắn tên. Từ thế kỷ 16 đến thế kỷ 19, châu Âu đã từng xuất hiện dạng nỏ bắn đá (đạn bi) dùng để luyện tập thể thao và săn những con thú nhỏ.